# UB-77号潜艇
陛下之UB-77号艇是德意志帝国海军于第一次世界大战期间建造的其中一艘UB-III型近岸潜艇或称U艇。它由汉堡的布洛姆与福斯船厂承建，于1917年5月5日新船下水，至同年10月2日交付使用。其全长55.3米，水面及水下排水量分别为516吨和648吨，艇载武器则包括五具500毫米鱼雷发射管以及一门88毫米口径甲板炮。UB-77号曾先后被部署至北海战区的第五及第一区舰队，并参与了大西洋潜艇战。在七次巡逻期间，该艇合共击沉1艘（14348总吨）、击伤2艘（28174总吨）英国商船，几乎均为战争期间遭U艇袭击的最大型船舶之一。战后，根据对德停战协定的要求，该艇于1919年1月16日被引渡至英国哈维奇正式向协约国投降，至1922年在斯旺西拆解报废。

## 设计
UB-77号是汉堡伏尔铿船厂承建的UB-III型第二批次（UB-75至UB-79号）的三号艇，由德意志帝国海军潜艇监察局于1916年9月23日向订购，至1917年5月5日下水。其全长55.30米，舷宽5.80米。艇体采用双壳体结构，水面及水下排水量分别为516吨和648吨，浮起时的吃水深度为3.68米。由于无需像UC-II型艇那样提供水雷布设装置，设计工程师对潜艇舷弧进行了优化，增大了司令塔体积，配备两具潜望镜，司令塔与控制室之间增加一道水密舱壁。这些改进显著提高了潜艇的水下机动性和生存力。为了达到更高的航速，UB-77号采用两台猛狮六缸四冲程550匹公制馬力（405千瓦特）柴油机用于水面运行，以及两台394匹公制馬力（290千瓦特）的西门子-舒克特电动发电机用于水下航行；水面最高航速13.6節（25.2每小時），水下7.8節（14.4每小時）；能够在水面以8節（15每小時）航速续航8,680海里（16,080），或以4節（7.4每小時）连续在水下航行55海里（102）而无需充电。
UB-77号的主武器为五具500毫米艇艏鱼雷发射管，其中艇艏四具采用层叠式布局分居两侧、艇艉一具，并可搭载合共10枚G6型鱼雷。辅助武器则是一门88毫米30倍径速射炮。其标准船员编制为3名军官加31名水兵。

## 服役历史
1917年10月2日，UB-77号在首度担任艇长的海军上尉威廉·迈尔的指挥下正式入役，随即展开海试。完成海试后，该艇曾先后被编入驻不来梅的第五区舰队和驻威廉港的第一区舰队，并参与了大西洋潜艇战。在七次巡逻期间，该艇合共击沉1艘、击伤2艘英国商船，几乎均为战争期间遭U艇袭击的最大型船舶之一。

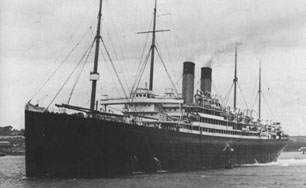
凯尔特号远洋班轮 (1901)是一战中遭U艇袭击的第五大船

1918年1月24日，被征用作运兵船的英国远洋客轮图斯卡尼亚号从新泽西州的霍博肯出发，船上载有384名船员和2013名美国陆军人员。在去往利物浦的途中，它于2月5日上午从北海海峡转向南行驶。UB-77号白天便观察到了图斯卡尼亚号所在的HX20护航船队，并一直跟踪到傍晚。18:40左右，在夜幕的掩护下，迈尔上尉于拉斯林岛以北约7海里（13）处下令向图斯卡尼亚号发射两枚鱼雷。其中第二枚击中了运兵船的要害，在大约四小时内就使它沉入了爱尔兰海的底部。事件共导致166名士兵和船员遇难，但大部分人被英国皇家海军驱逐舰蚊号和鸽号救起。一艘爱尔兰渔船也救起了部分美军士兵。图斯卡尼亚号的容积总吨为14348吨，是战争期间遭U艇袭击的最大型船舶之一。
1918年3月31日遇袭的另一艘英国远洋客轮凯尔特号则显著更大，达到20904总吨，当时正从利物浦驶往纽约。尽管它一年前便曾因撞上U-80号布设的水雷而受损，但此番在马恩岛以南约11海里（20）处遭UB-77号发射的鱼雷击中、并导致6人死亡后，它依然能够维持漂浮，并最终被拖回利物浦重新修复。8月28日，UB-77号还在第二任艇长、海军中尉弗朗茨·毛雷尔的指挥下于泰恩河口以东约4海里（7.4）处击伤了7270总吨、正空载行驶的英国油轮隆波克号（Lompoc）。战后，根据对德停战协定的要求，UB-77号于1919年1月16日被引渡至英国哈维奇正式向协约国投降，至1922年在斯旺西拆解报废。

## 袭击历史摘要
| 日期          | 船名         | 船籍 | 吨位  | 结局 |
| ------------- | ------------ | ---- | ----- | ---- |
| 1918年2月5日  | 图斯卡尼亚号 | 英国 | 14348 | 击沉 |
| 1918年3月31日 | 凯尔特号     | 英国 | 20904 | 击伤 |
| 1918年8月28日 | 隆波克号     | 英国 | 7270  | 击伤 |

## 脚注
1. ↑  Rössler，第65頁.
2. 1 2  Helgason, Guðmundur. . German and Austrian U-boats of World War I - Kaiserliche Marine - Uboat.net.   [2022-05-08].
3. 1 2 3 4  Gröner 1991，第25-30頁.
4. 1 2  Helgason, Guðmundur. . German and Austrian U-boats of World War I - Kaiserliche Marine - Uboat.net.   [2015-02-04].
5. ↑  Helgason, Guðmundur. . German and Austrian U-boats of World War I - Kaiserliche Marine - Uboat.net.   [2015-02-04].
6. ↑  陈进，第239頁.
7. ↑  陈进，第165頁.
8. 1 2  Helgason, Guðmundur. . German and Austrian U-boats of World War I - Kaiserliche Marine - Uboat.net.   [2015-02-04].
9. 1 2  Helgason, Guðmundur. . German and Austrian U-boats of World War I - Kaiserliche Marine - Uboat.net.   [2009-04-14].
10. ↑  Helgason, Guðmundur. . German and Austrian U-boats of World War I - Kaiserliche Marine - Uboat.net.   [2022-05-07].
11. ↑  . Islayinfo.com.   [2012-12-14]. （原始内容存档于2021-12-01）.
12. ↑  Helgason, Guðmundur. . German and Austrian U-boats of World War I - Kaiserliche Marine - Uboat.net.   [2022-05-08].
13. ↑  Helgason, Guðmundur. . German and Austrian U-boats of World War I - Kaiserliche Marine - Uboat.net.   [2022-05-08].